# Schwebefähre

Prinzip der Schwebefähre

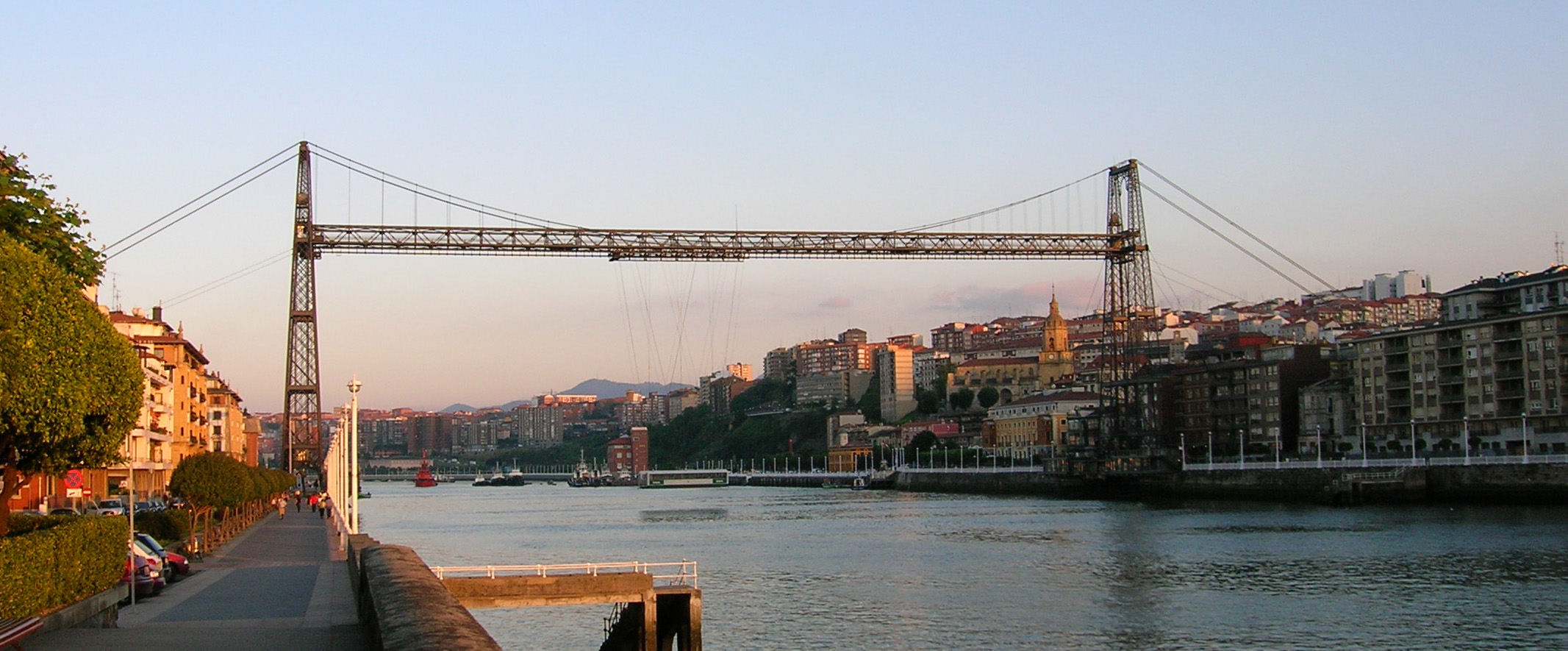
Die Schwebefähre Puente de Vizcaya von 1893 im spanischen Baskenland gilt als älteste der Welt

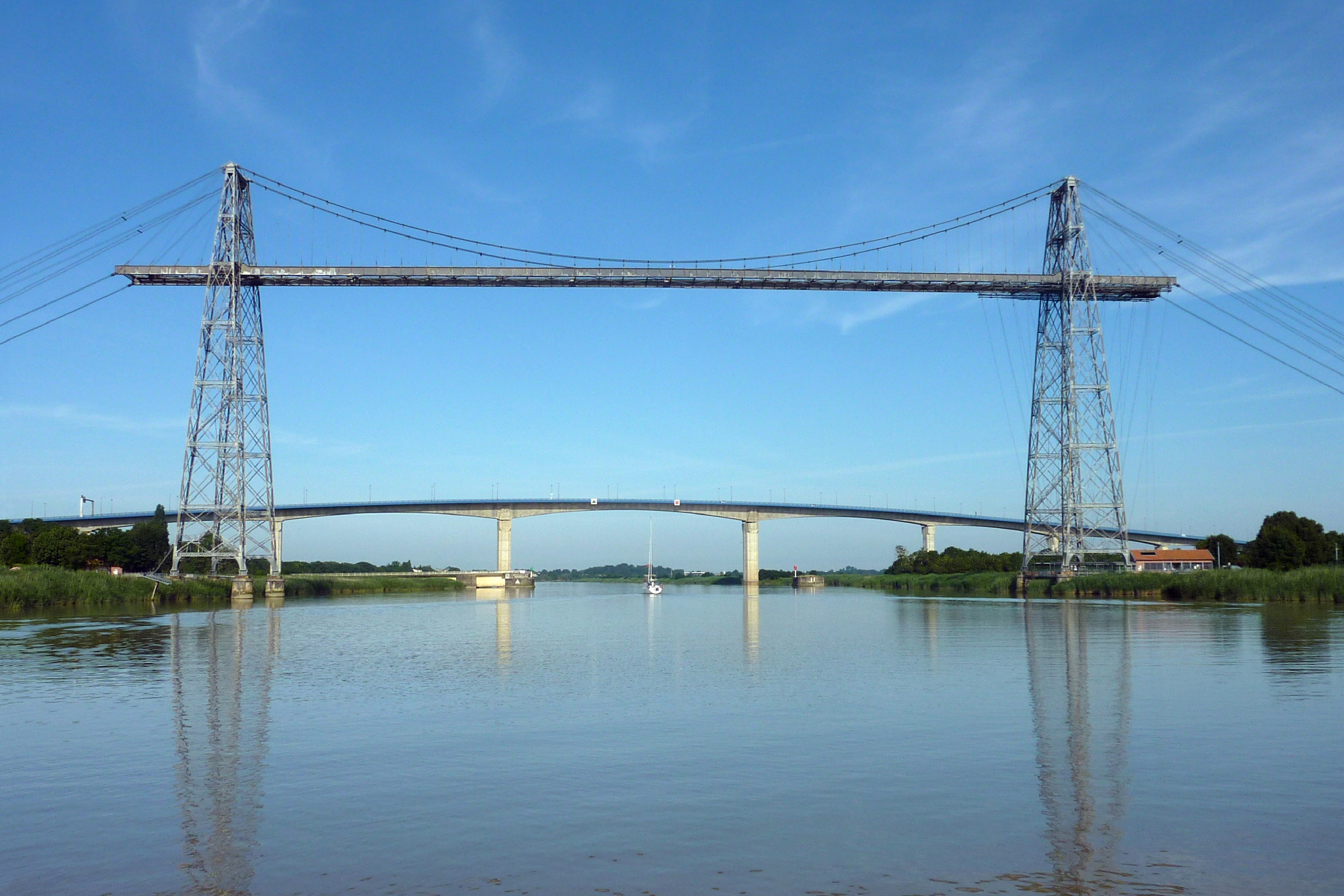
Die Schwebefähre Rochefort über den Charente in Frankreich (1900)

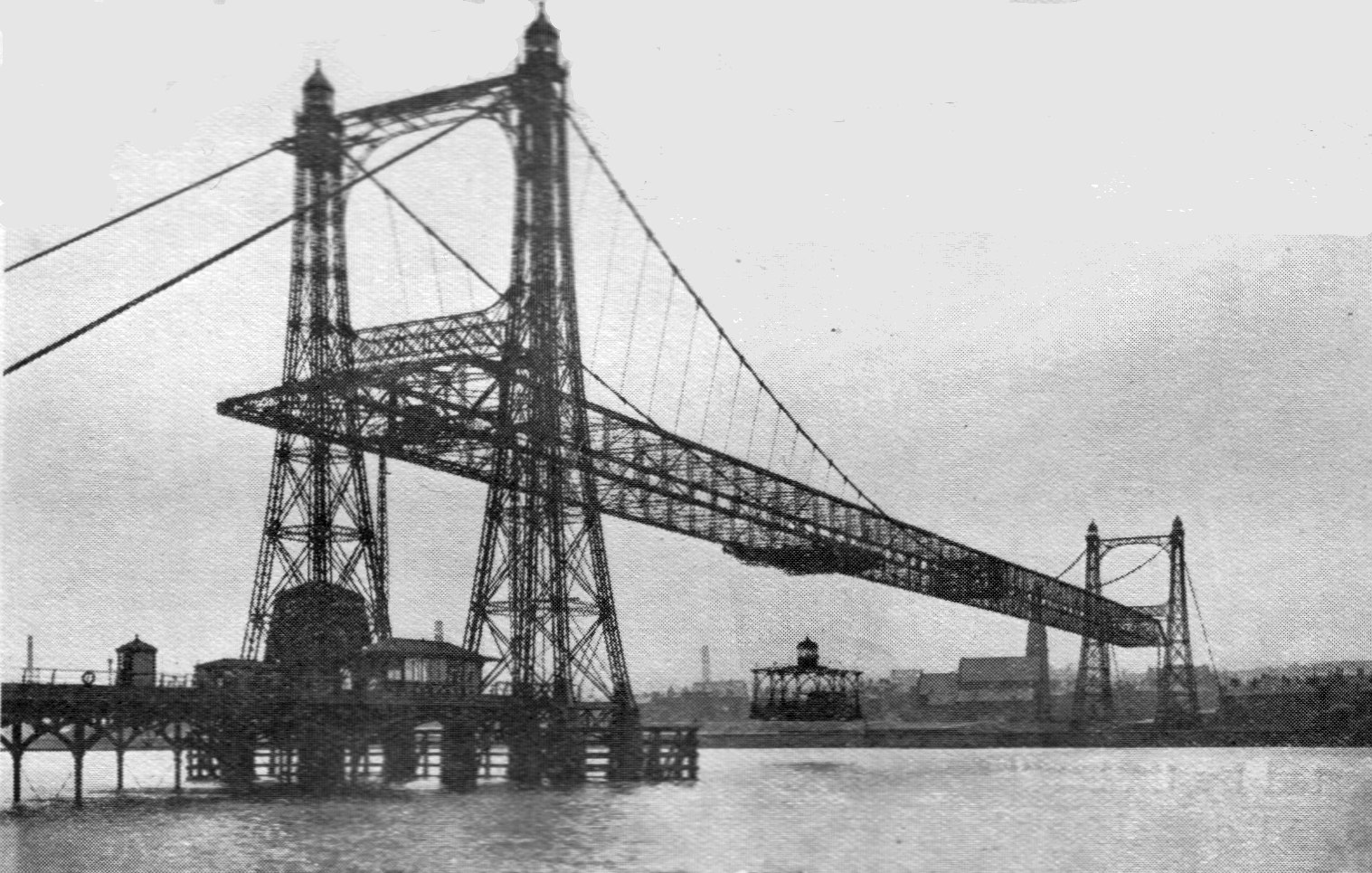
Die Schwebefähre Runcorn über den Manchester Ship Canal war die längste der Welt (1900–1961)

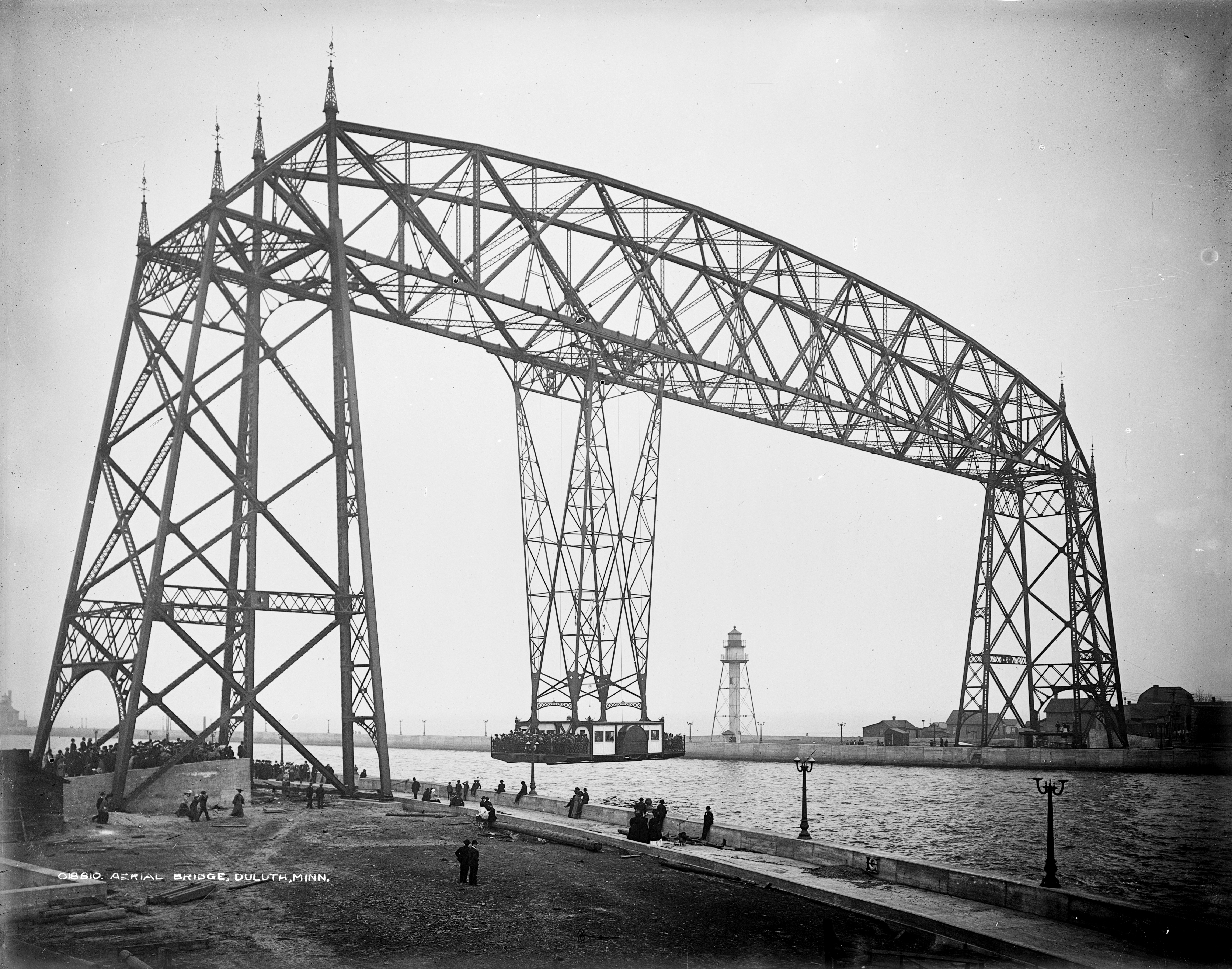
Die Aerial Bridge im US-Bundesstaat Minnesota (1905–1930)

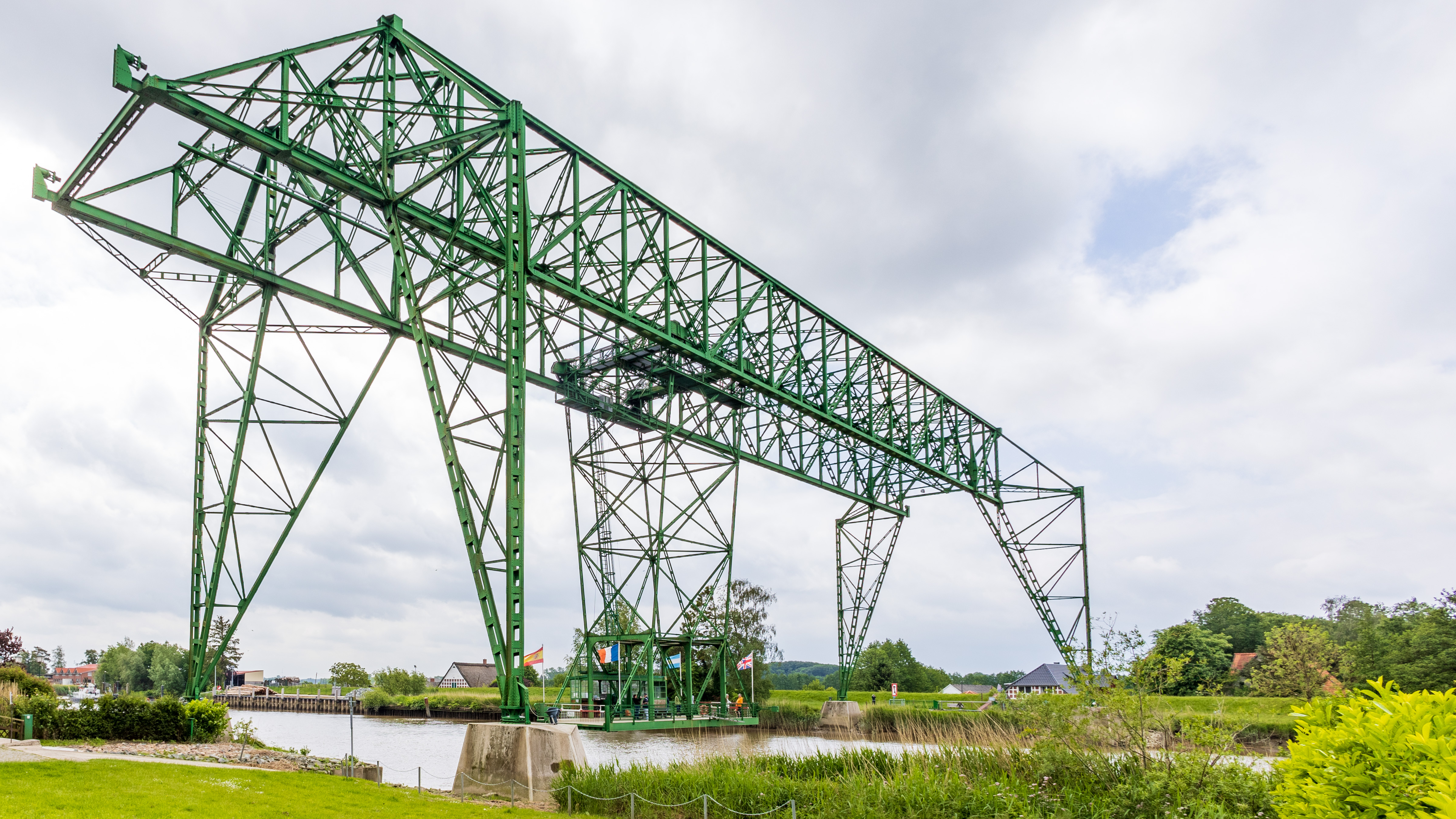
Die Schwebefähre Osten–Hemmoor (1909)

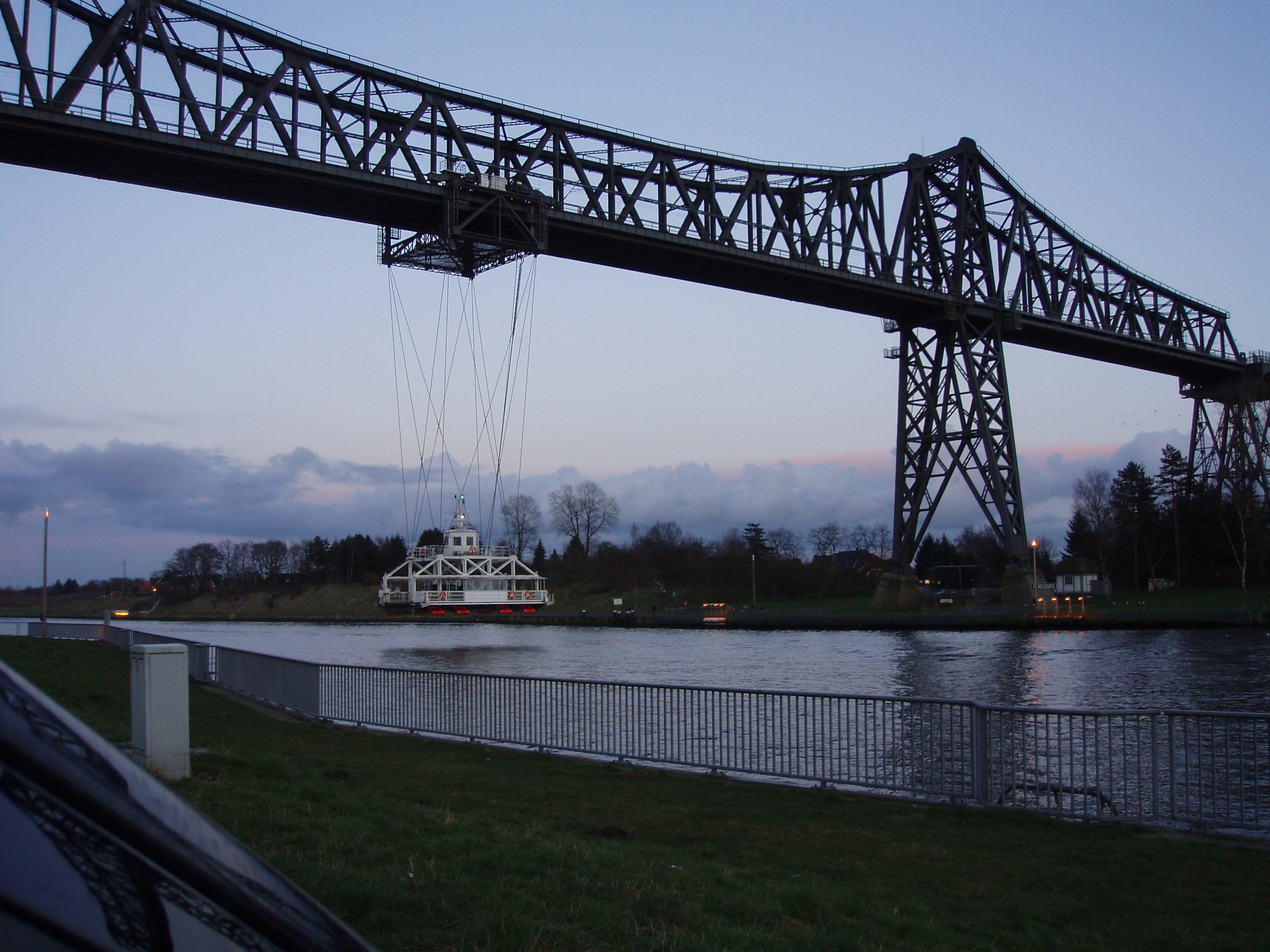
Schwebefähre unter der Rendsburger Hochbrücke (1913)

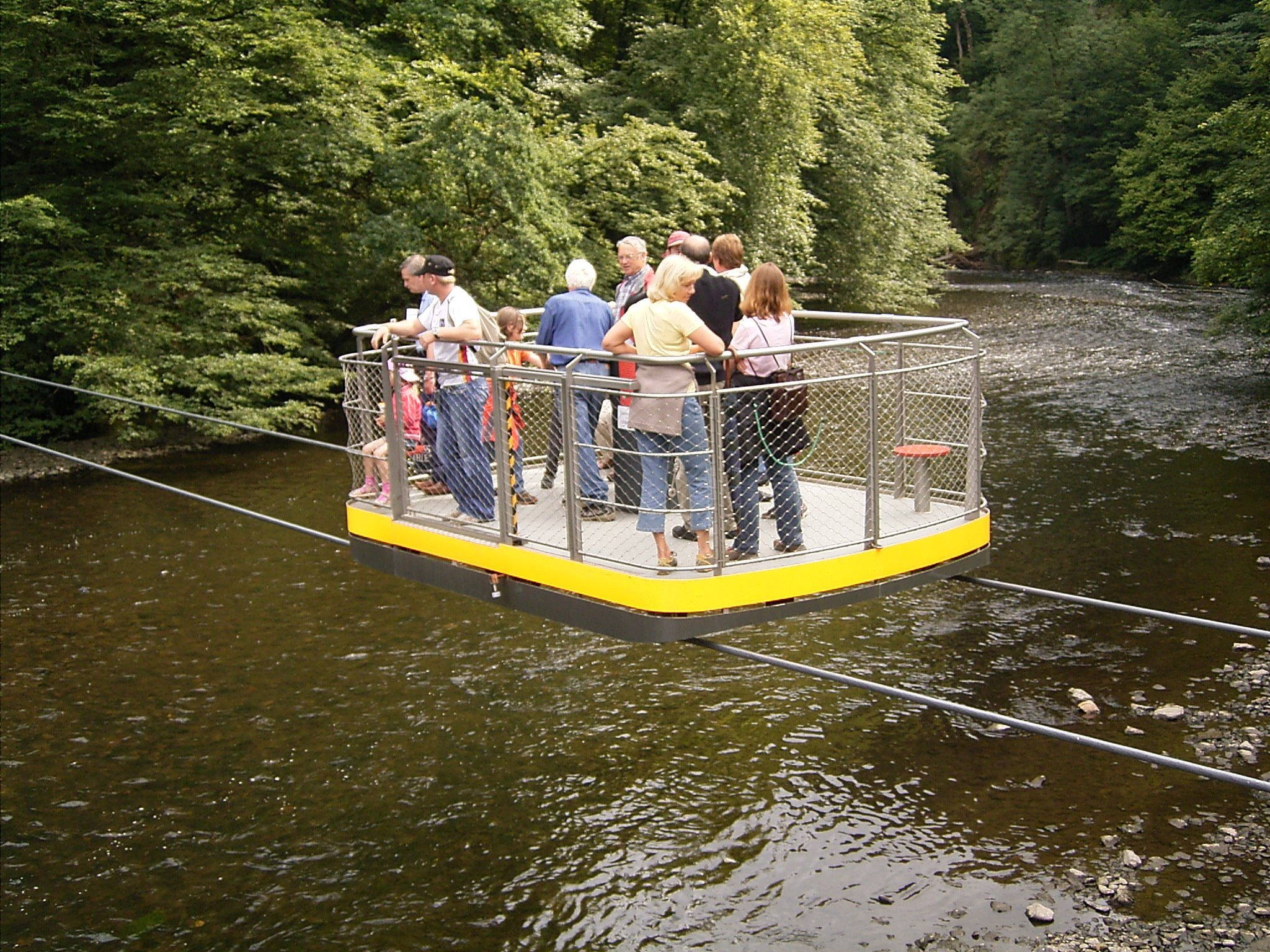
Die Schwebefähre an der Müngstener Brücke über der Wupper ist eine Seilbahn

Eine Schwebefähre ist eine Hängebahn an einem festen Träger über ein Gewässer hinweg. Sie schwebt nicht, sondern hängt an Seilen oder Stäben unter einem hoch liegenden Brückenträger und fährt oberhalb des Wassers von einer Seite eines Flusses oder Kanals auf die andere. Hängebahnen, welche an einem Tragseil über ein Gewässer führen, werden auch als Seilbahnfähre bezeichnet.

## Vorteile
Eine Schwebefähre kann auch bei Eisgang oder Niedrigwasser fahren und braucht weniger Energie als ein Fährschiff. Sie ist billiger zu bauen als eine Fahrzeugbrücke mit dem gleichen Lichtraum für den Schiffsverkehr. Die erste Schwebefähre wurde von dem Architekten und Ingenieur Alberto Palacio entworfen, der sie zusammen mit dem Ingenieur Ferdinand Arnodin gebaut hat. Beide gelten als ihre Erfinder.

## Verbreitung
Weltweit sind von ursprünglich rund 20 Schwebefähren noch acht erhalten:
- Argentinien
  - Die Puente Transbordador „Nicolás Avellaneda“ quert seit 31. Mai 1914 den Riachuelo zwischen La Boca in Buenos Aires und Avellaneda.
  - Die Puente Nicolás Avellaneda, eine Hubbrücke mit Schwebefährengondel quert den Riachuelo in unmittelbarer Nachbarschaft zur Puente Transbordador „Nicolás Avellaneda“.
- Deutschland:
  - Die Schwebefähre Osten–Hemmoor, 1909 in Betrieb genommen und damit die älteste Deutschlands, fährt zwischen Osten und Hemmoor und überquert den Fluss Oste.
  - Die Schwebefähre Kiel führte von 1910 bis 1923 über die Einfahrt zur Kaiserlichen Werft in Kiel-Ellerbek.
  - Die Rendsburger Schwebefähre quert den Nord-Ostsee-Kanal, verbindet Osterrönfeld und Rendsburg. Sie wurde am 2. Dezember 1913 in Betrieb genommen und verkehrt im 15-Minuten-Takt. Wegen der Kollision mit einem Frachtschiff war die Fähre vom 8. Januar 2016 bis zum Ersatz durch einen Neubau am 4. März 2022 außer Betrieb. Im Unterschied zu den meisten anderen Schwebefähren nutzt die Rendsburger Schwebefähre keinen eigenen Brückenträger, sondern ist unter der Rendsburger Eisenbahnhochbrücke aufgehängt.
- Frankreich
  - Die Schwebefähre Rochefort quert seit 1900 den Charente zwischen Rochefort und Échillais.
  - Die Schwebefähre Nantes über die Loire in Nantes wurde 1903 fertiggestellt, 1955 stillgelegt und schließlich 1958 abgerissen.
  - Die Schwebefähre Marseille überspannte die Einfahrt zum Alten Hafen von Marseille, wurde 1905 eröffnet und 1944 von den deutschen Besatzungstruppen gesprengt.
- Großbritannien
  - Die Schwebefähre Runcorn über den Manchester Ship Canal war die längste der Welt und von 1905 bis 1961 in Betrieb.
  - Die Newport Transporter Bridge über den River Usk wurde am 12. September 1906 eröffnet
  - Die Schwebefähre Middlesbrough über den Tees verbindet seit dem 17. Oktober 1911 Middlesbrough mit Port Clarence
  - Die Schwebefähre Warrington querte seit 1915 den Mersey, wurde jedoch bereits 1964 stillgelegt. Sie ist die letzte der drei Schwebebrücken, die ursprünglich den Mersey querten.
- Spanien
  - Die Puente de Vizcaya quert zwischen Portugalete und Getxo die Mündung des Nervión in den Golf von Biskaya. 1893 eröffnet ist sie die älteste existierende Schwebebrücke. Seit 2006 zählt sie zum Weltkulturerbe der UNESCO.
- Vereinigte Staaten
  - Die Aerial Bridge war eine Schwebefähre über den Duluth Ship Canal in Duluth im US-Bundesstaat Minnesota. Sie wurde 1905 eröffnet und 1930 in eine Hubbrücke umgebaut.

Die 2003 errichtete Euroga-Erlebnisbrücke wird gelegentlich als Schwebefähre bezeichnet. Es handelt sich um eine im Handbetrieb von jedermann bedienbare kleine Hängebahn über die Niers, die den Mönchengladbacher Ortsteil Donk mit dem benachbarten Willich-Neersen verbindet. Sie ist nur für Fußgänger und Radfahrer gedacht.
Bei einer im Oktober 2006 eröffneten sogenannten Schwebefähre im Brückenpark unter der Müngstener Brücke in Solingen handelt es sich technisch betrachtet um eine Seilbahn. Sie verbindet das Solinger und das Remscheider Ufer der Wupper, wird mit Muskelkraft ähnlich einer Eisenbahn-Draisine betrieben und bietet zehn Personen einschließlich Fährmann Platz. Eine ähnliche Fahrradseilbahn überquert als Teil des Fulda-Radwegs die Fulda zwischen Binsförth und Beiseförth bei Melsungen. Hier hängt die Gondel an Seilen, statt aufzuliegen. Sie wird manuell über eine Kurbel angetrieben.
Die Schwebefähren in Osten und Rendsburg sind die Wahrzeichen der im Mai 2004 eröffneten Deutschen Fährstraße, einer rund 250 Kilometer langen touristischen Ferienstraße, die von Kiel nach Bremervörde führt und dabei nahezu alle Methoden zeigt, die der Mensch entwickelt hat, um ein Gewässer zu queren.

## Weiteres
Im Herbst 2003 wurde in Bilbao der Weltverband der Schwebefähren gegründet. Den Ehrenvorsitz übernahm der spanische König Juan Carlos I. Im April 2006 konstituierte sich unter dem Vorsitz von Jochen Bölsche (Osten) ein Arbeitskreis Deutsche Schwebefähren, dem unter anderem die Bürgermeister der vier Anrainergemeinden an den Schwebefähren über die Oste und den Nord-Ostsee-Kanal angehören.